# Триантимонид тетрасамария
Триантимонид тетрасамария — бинарное неорганическое соединение
самария и сурьмы
с формулой Sm4Sb3,
кристаллы.

## Получение
- Нагревание чистых веществ в вакууме:

{\displaystyle {\mathsf {4Sm+3Sb\ {\xrightarrow {1792^{o}C}}\ Sm_{4}Sb_{3}}}}

## Физические свойства
Триантимонид тетрасамария образует кристаллы
кубической сингонии, пространственная группа I 43d, параметры ячейки a = 0,9308÷0,9316 нм, Z = 4,
структура типа тетрафосфида тритория Th3P4
.
Соединение образуется по перитектической реакции при температуре 1792°С
.
При температуре 168 К в соединении происходит переход в ферромагнитное состояние
.